# Langlade (Wisconsin)
Langlade es un municipio del condado de Langlade, Wisconsin, Estados Unidos. Tiene una población estimada, a mediados de 2022, de 463 habitantes.

## Geografía
El municipio está ubicado en las coordenadas 45°14′39″N 88°51′27″O / 45.24417, -88.85750. Según la Oficina del Censo, tiene una superficie total de 187.8 km², de los cuales 185.3 km² corresponden a tierra firme y 2.5 km² están cubiertos de agua.

## Demografía
Según el censo de 2020, en ese momento había 469 personas residiendo en la zona. La densidad de población era de 2.5 hab./km². El 92.8% de los habitantes eran blancos, el 2.3% eran afroamericanos, el 0.6% eran amerindios, el 1.1% eran de otras razas y el 3.2% eran de una mezcla de razas. Del total de la población, el 3.2% eran hispanos o latinos de cualquier raza.